# Proterebia hyrcana
Proterebia hyrcana är en fjärilsart som beskrevs av Otto Staudinger 1886. Proterebia hyrcana ingår i släktet Proterebia och familjen praktfjärilar. Inga underarter finns listade i Catalogue of Life.